# Melanie Hinze
Melanie Hinze (* 15. November 1970; geb. Haggège) ist eine deutsche Synchronsprecherin und Hörspielsprecherin.

## Leben und Werk
Hinze ist die Schwester von Julien Haggège, die Mutter von Marie Hinze und die Tochter von Eva-Maria Werth und Joe Haggège. Bis zu seinem Tode war sie mit ihrem Kollegen Matthias Hinze verheiratet, mit dem sie zwei Töchter hat. Hinze synchronisiert Filme und Fernsehserien. Auch im Hörspielgenre ist sie stimmlich aktiv, z. B. in den Reihen Wendy als Vanessa Thorsteeg-Held oder in Bibi Blocksberg als Hexe Flauipaui sowie in einigen Folgen der Gruselkabinett-Reihe.
Ihren einzigen Auftritt als Schauspielerin absolvierte sie in einer Gastrolle der RTL-Seifenoper Gute Zeiten, schlechte Zeiten.

## Synchronrollen (Auswahl)
Morena Baccarin
- 2002–2003: Firefly – Der Aufbruch der Serenity (Inara Serra)
- 2011–2013: Homeland (Jessica Brody)
- 2014–2023: The Flash (Gideon)
- 2015: Spy – Susan Cooper Undercover (Karen Walker)
- 2016: Deadpool (Vanessa Carlysle)
- 2015–2019: Gotham (Dr. Leslie Thompkins)
- 2018: Deadpool 2 (Vanessa Carlysle)
- 2020: Greenland (Allison Garrity)

Holly Marie Combs
- 1992–1996: Picket Fences – Tatort Gartenzaun (Kimberly Brock)
- 1998–2006: Charmed – Zauberhafte Hexen (Piper Halliwell)
- 2002: Ocean’s Eleven (Holly Marie Combs)
- 2010–2017: Pretty Little Liars (Ella Montgomery)
- 2020: Grey’s Anatomy (Heidi Peterson)

Sophia Myles
- 2004: Underworld (Erika)
- 2007–2008: Moonlight (Beth Turner)
- 2014: Transformers: Ära des Untergangs (Darcy Tirrel)

Jennifer Love Hewitt
- 2005–2010: Ghost Whisperer – Stimmen aus dem Jenseits (Melinda Gordon)
- 2014–2015: Criminal Minds (Kate Callahan)
- seit 2018: 9-1-1 (Maddie Buckley)

Lucy Liu
- 2012–2019: Elementary (Dr. Joan Watson)
- 2019: Why Women Kill (Simone Grove)
- 2023: Shazam! Fury of the Gods (Kalypso)
- 2024: Red One – Alarmstufe Weihnachten (Direktorin Zoe Harlow)

Busy Philipps
- 1994–1995: Emergency Room – Die Notaufnahme (Hope Bobeck)
- 2010: Cougar Town (Laurie Keller)

Maggie Gyllenhaal
- 2002: 40 Tage und 40 Nächte (Sam)
- 2006: Paris, je t’aime (Liz)

Emmanuelle Vaugier
- 2004–2005: One Tree Hill (Nikki)
- 2006–2009: CSI: NY ab Staffel 3 (Detective Jessica Angell)

Sonya Walger
- 2004–2010: Lost (Penelope Widmore)
- 2010: FlashForward (Dr. Olivia Benford)

Kim Rhodes
- 2005–2008: Hotel Zack & Cody (Carey Martin)
- 2008–2011: Zack & Cody an Bord 4 Episoden (Carey Martin)

Abigail Spencer
- 2011–2019: Suits (Dana J. „Scotty“ Scott)
- 2018–2019, seit 2021: Grey’s Anatomy (Megan Hunt)

### Filme
- 1996: Freeway (Rhonda – für Brittany Murphy)
- 1998: Der Graf von Monte Christo (Haydee – für Inés Sastre)
- 1998: Teufel im Blut (Meegan Wright – für Krissy Carlson)
- 1999: Auf die stürmische Art (Debbie – Meredith Scott Lynn)
- 2000: Die Abenteuer von Rocky und Bullwinkle (Karen Sympathy – für Piper Perabo)
- 2002: Die Brady Familie im weißen Haus
- 2002: Die Highschool Trickser (Teddy Blue – für Jewel Staite)
- 2004: Team America: World Police (Lisa – für Kristen Miller)
- 2006: Date Movie (Jell-O – für Valery M. Ortiz)
- 2006: See No Evil (Christine Zarate – für Christina Vidal)
- 2006: Beim ersten Mal (Kellnerin und Schwester – für Michelle Woods und Melinda Bennett)
- 2008: Hellboy – Die goldene Armee (Prinzessin Nuala – für Anna Walton)
- 2009: X-Men Origins: Wolverine (Kayla Silverfox – für Lynn Collins)
- 2009: Der Womanizer – Die Nacht der Ex-Freundinnen (Donna – für Camille Guaty)
- 2011: Die 12 Weihnachts-Dates (als Nancy für Jennifer Kydd)
- 2012: Weihnachten mit Holly (als Maggie Conway für Eloise Mumford)
- 2014: 96 Hours – Taken 3 (Kellnerin – für Stefanie Kleine)
- 2014: Zauber einer Weihnachtsnacht (als Chelsea Hastings für Tiffani Thiessen)
- 2016: Robinson Crusoe (Kiki)
- 2017: Baywatch (Stephanie Holden – für Ilfenesh Hadera)
- 2019: Spider-Man: Far From Home (E.D.I.T.H. – für Dawn Michelle King)

### Serien
- 1990–1998: Alle unter einem Dach (Maxine Johnson – für Cherie Johnson)
- 1993–1995: Mighty Morphin Power Rangers (Kimberly Hart, pinker Ranger – für Amy Jo Johnson)
- 1995–1996: Wendy (Vanessa Thorsteeg-Held – für Tyler Mitchell)
- 1999–2001: Unten am Fluss (Clover (außer der Folge 15) – für Joanne Rodriguez)
- 2000: Hamtaro (Ratzi)
- 2003: Cowboy Bebop Episode 21 (Pu-Zi Meifa)
- 2004–2005: Full Metal Panic! (Chidori Kaname – für Satsuki Yukino)
- 2006: Heroes (Simone Deveaux – für Tawny Cypress)
- 2006: Oh! My Goddess (Belldandy – für Kikuko Inoue)
- 2007: Power Rangers: Operation Overdrive (Mira/Miratrix – für Ria Vandervis)
- 2007: Scrubs – Die Anfänger (Dr. Kim Briggs – für Elizabeth Banks)
- 2007: Ikki Tousen (Ryoumo Shimei – für Yuko Kaida)
- seit 2007: Heartland – Paradies für Pferde (Lou Flemming – für Michelle Morgan)
- 2008: Vampire Knight (Yuki Kuran – für Mariko Kouda)
- 2008: Smallville ab Staffel 7 (Lana Lang – für Kristin Kreuk)
- 2009: CSI: Las Vegas Staffel 9 (Riley Adams – für Lauren Lee Smith)
- 2009–2011: Make It or Break It (Chloe Kmetko – für Susan Ward)
- seit 2010: Blue Bloods – Crime Scene New York (Abigail Baker – für Abigail Hawk)
- 2011: Maid-sama (Satsuki Hyōdō – für Aki Toyosaki)
- 2011–2012: New Girl (Caroline – für Mary Elizabeth Ellis)
- 2011: Sea Patrol (Madleine Cruise (Gastrolle Staffel 5) – für Renai Caruso)
- 2011–2014: Falling Skies (Karen Nadler – für Jessy Schram)
- 2013–2014: Darknet – Nur ein Klick zum Horror (Barbara – für Natalie Brown)
- 2014–2015: The Strain (Dr. Nora Martinez – für Mía Maestro)
- 2015: UnREAL (Mary Newhouse – für Ashley Scott)
- 2015–2016: Marvel’s Agent Carter (Peggy Carter – Hayley Atwell)
- 2015–2018: Fear the Walking Dead (Madison Clark – für Kim Dickens)
- 2015–2021: Lucifer (Mazikeen – für Lesley-Ann Brandt)
- 2016: Attack on Titan (Carla Jäger – für Yoshino Takamori)
- 2017–2022: Doctor Who (Der Doktor – für Jodie Whittaker)
- seit 2018: Detektiv Conan (Chris Vineyard / „Vermouth“ – für Mami Koyama)
- 2018–2025: Cobra Kai (Amanda LaRusso – für Courtney Henggeler)
- 2020–2023: Navy CIS: L.A. (Katherine Casillas – für Moon Bloodgood)
- 2021: Sex Education (Hope Haddon – für Jemima Kirke)
- 2021: Navy CIS (Charlotte Bodizinski – für Amanda Detmer)
- 2021: What If…? (Christine Palmer – für Rachel McAdams)

## Hörspiele
- 1997: Bibi Blocksberg, ab Folge 67 (als Flauipaui)
- 2015: Benjamin Lebert: Gruselkabinett, Folge 105: Mitternachtsweg, Titania Medien, ISBN 978-3-7857-5168-8